# Elliott Schenck
Elliott Schenck   (París, 1868 - Nova York, 6 de març de 1939) fou un compositor i director d'orquestra i de coral americà, fill del reverend Noah Hunt Schenck, antic rector de la St. Ann's Church de Brooklyn, i d'Anna Pierce Pendleton Schenck.
Les seves composicions van ser interpretades al seu moment per les orquestres de Nova York, Boston, Minneapolis, Chicago i St. Louis. El seu repertori també inclou obres per a violí i piano, vàries cançons i dues òperes que mai van ser interpretades.

## Biografia
Elliott Schenck, de pares americans, va néixer a París el 1868.
Va pertànyer a la promoció de 1900 del Columbia College. Durant un any aproximadament, hi va cursar els estudis de dret, però ho va acabar abandonant per dedicar-se plenament a la música.
Posteriorment, va marxar a estudiar teoria musical, piano i violí al Conservatori de Dresden, a Alemanya, durant dos anys i va prosseguir el seu desenvolupament artístic els tres anys següents a Berlín, perfeccionant la composició i l'orquestració amb el professor Heinrich Urban, qui va ser també mestre de Paderewski i Józef Hofmann. El darrer va coincidir amb Schenck i interpretava les seves obres en concert.
De retorn als Estats Units, es va unir a la German Opera Company de Walter Damrosch com a director assistent. Així, dirigí òperes cèlebres com Lohengrin, Tannhäuser i Il Trovatore, entre d'altres.
Durant dos anys va ser director dels festivals musicals a Albany, i durant quatre estius va dirigir els concerts diaris de la New York Symphony Orchestra a Willow Grove, Filadèlfia. Durant tres anys va ser el director principal de la Savage Grand Opera Company, fent gires pel país i dirigint òperes com Lohengrin, Carmen, Faust i Romeu i Julieta.
També va ser director de la coral de la Metropolitan Opera House.
Schenck va ser extensament conegut com a orador, compositor i director d'orquestra. Va aparèixer i participar nombroses vegades al diari The New York Times; per exemple, el 1924, en una carta a l'editor de The New York Times, el compositor es lamentava de la poca activitat operística que hi havia a Nova York, comparant-la amb la quantitat de representacions de la temporada d'òpera de l'any anterior a Milà i Roma. També va opinar sobre religió, sobre la situació de la música americana respecte l'europea i sobre companys de professió.
El poeta i novelista anglès Thomas Hardy va escriure-li una carta el 23 d'octubre de 1900.
Schenck va morir el dilluns 6 de març de 1939 a l'edat de 69 anys, mentre caminava pel carrer prop de casa seva, a 215 West Eighty-third Street. El seu cos va ser enterrat al Green-Wood Cemetery de Nova York.

## Obra

### Com a compositor

#### Obra vocal
- Songs. Selections
- Five pastels
- In a withered garden: tone poem
- The Unforgotten. Cicle musical format per "In dreams unhappy, I behold you stand" i "She rested by the Broken Brook", poesia de R. L. Stevenson.[8]

#### Obra cambrística
- Sonata per violí i piano op. 9

#### Obra orquestral
- Indian overture: the arrow maker
- Ouverture, "Perseus and Andromeda".
- Poema simfònic basat en "The Lost Joy" d'Olive Schreiner.

### Com a arranjador
- Old French Canadian songs (versió anglesa d'Una Fairweather)
- Pulcinello. Humoristic Intermezzo. Arranjament orquestral per a representació teatral de l'obra homònima de Wilhelm Aletter.[9]
- Suite. Arranjada a partir de música original per a la posada en escena de La tempesta de Willam Shakespeare.